# Crespin (Aveyron)
Crespin è un comune francese di 268 abitanti situato nel dipartimento dell'Aveyron nella regione dell'Occitania.

## Società

### Evoluzione demografica
Abitanti censiti